# Линц, Амели
Амели Линц (нем. Amélie Linz, урожденная Амели Шпайер (нем. Amélie Speyer); 1824—1904) — немецкая писательница, которая публиковала свои художественные произведения под псевдонимом Амалия Годин (нем. Amélie Godin).

## Биография
Амели Шпайер родилась 22 мая 1824 года в городе Бамберге в семье доктора Фридриха Шпайера и его жены Клары, урождённой фон Година.
В 1844 году Амели Шпайер вышла замуж за офицера прусской армии военного инженера Франца Ксавьера Линца, с которым она жила попеременно в различных гарнизонных городках Рейнской провинции в Померании, следуя повсюду за мужем, куда бы его не направили. В 1870 году Амели Линц овдовела.
После смерти мужа она переехала жить в столицу Баварии город Мюнхен, где и предприняла первые попытки попробовать свои силы на литературном поприще. В основном творчество А. Линц, как прозаика, было ориентировано на детей и юношество, однако, помимо этого, она опубликовала и ряд сочинений для взрослого читателя, среди которых наиболее известны следующие произведения:  «Eine Katastrophe und ihre Folgen», «Histor. Novellen», «Wally», «Auch aus grosser Zeit» (стихотворения), «Frauenliebe und Leben», «Sturm und Frieden», «Mutter und Sohn», «Gräfin Leonore», «Schicksale», «Freudvoll und leidvoll», «Fahr wohl», «Gedichte». Свои свои художественные произведения писательница публиковала под псевдонимом «Амели Годин», используя девичью фамилию матери.
Амели Линц скончалась 24 апреля 1904 года в городе Мюнхене.

## Избранная библиография
- Eine Katastrophe und ihre Folgen (Breslau 1862)
- Historische Novellen (Bonn 1863)
- Wally (Berlin 1871, 2 Bde.)
- Aus großer Zeit. Schelmenstücklein unserer Helden, in Reime gebracht (Glogau 1873)
- Frauenliebe und Leben, Erzählungen (Leipzig 1876, 5 Bde.)
- Sturm und Frieden, Bilder aus dem Eheleben (Stuttgart 1878)
- Gräfin Leonore (Leipzig 1882)
- Mutter und Sohn (dass. 1878)
- Schicksale (dass. 1882)
- Freudvoll und leidvoll (dass. 1883)